# Marktstieg 9 (Mönchengladbach)

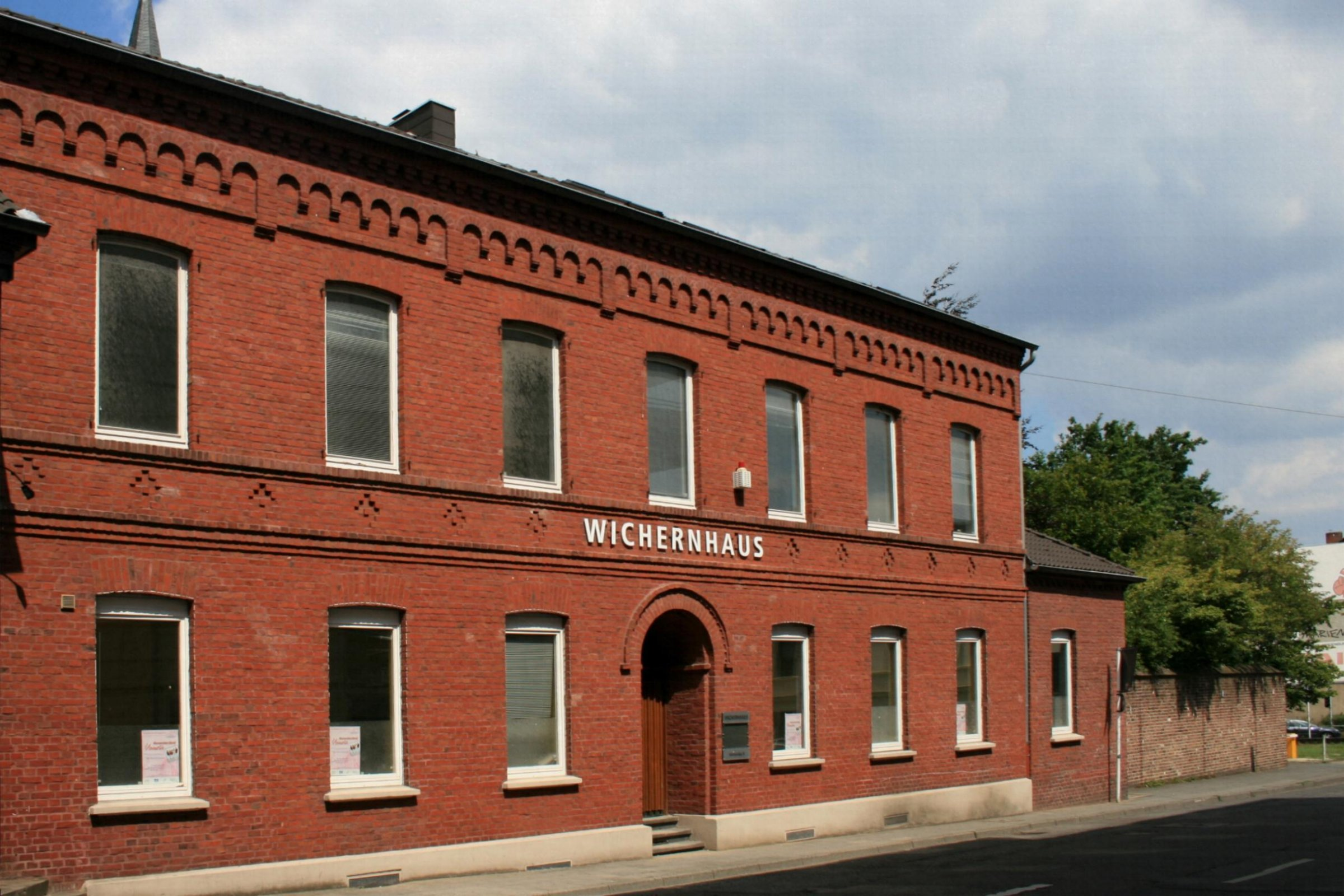
Evangelisches Gemeindeamt (2010)

Das evangelische Gemeindeamt Marktstieg 9 steht in Mönchengladbach (Nordrhein-Westfalen) im Stadtteil Gladbach.
Das Gebäude wurde 1878 erbaut. Es wurde unter Nr. M 014 am 24. September 1985 in die Denkmalliste der Stadt Mönchengladbach eingetragen.

## Lage
Das evangelische Gemeindeamt (Wichernhaus) liegt am Rande der Oberstadt und bildet mit der Christuskirche ein zusammengehöriges Ensembles.

## Architektur
Es handelt sich um einen zweigeschossigen, traufständig angeordneten Backsteinbau von sieben Fensterachsen, der mit einem Satteldach überdeckt wird. Die Datierung ist mit 1878 angegeben. Das ehemalige Gemeindehaus ist als wichtiger Bestandteil des um die Christuskirche gruppierten Ensembles von Pfarrbauten aus städtebaulicher wie auch aus lokalhistorischen Gründen erhaltenswert. Durch die einfache, doch überlegt gestaltete und durch wenige Zierelemente bereicherte Fassadengliederung ist es als für die Entstehungszeit typischer Nutzbau charakterisiert.